# Julattenius lawrencei
Espèce
Julattenius lawrencei est une espèce de schizomides de la famille des Hubbardiidae.

## Distribution
Cette espèce est endémique du Queensland en Australie,. Elle se rencontre vers Julatten.

## Description
La femelle holotype mesure 3,85 mm et le mâle paratype 3,78 mm.

## Étymologie
Cette espèce est nommée en l'honneur de John Lawrence.

## Publication originale
- Harvey, 1992 : The Schizomida (Chelicerata) of Australia. Invertebrate Taxonomy, vol. 6, no 1, p. 77-129.